# Linhart I. z Lichtenštejna
Linhart I. z Lichtenštejna (též německy jako Leonhard I. von Liechtenstein, 1482–1534) byl moravský a rakouský šlechtic z rodu Lichtenštejnů. Byl významnou postavou v dějinách moravského novokřtěnectví.

## Činnost
Linhart z Lichtenštejna na svém mikulovském panství umožnil od roku 1524 působení novokřtěnců (habánů) a sám se nechal kazatelem Balthasarem Hubmaierem na podzim roku 1526 opětovně pokřtít. 
Stoupencem novokřtěnectví byl též Linhartův synovec Jan (Hans) z Lichtenštejna.
Linhart I. byl ženatý s Kateřinou z Boskovic a měl syna Linharta.